# Liste der Naturdenkmäler in Olang
Die Liste der Naturdenkmäler in Olang (italienisch Valdaora) enthält die neun als Naturdenkmal ausgewiesene Objekte auf dem Gebiet der Gemeinde Olang in Südtirol.
Basis ist das im Internet einsehbare offizielle Verzeichnis der Naturdenkmäler in Südtirol (Stand: 23. Januar 2015). Dabei kann es sich um botanische, geologische oder hydrologische Naturdenkmäler handeln. Die Reihenfolge in dieser Liste orientiert sich an der ID, alternativ ist sie auch nach dem Namen sortierbar.

## Liste
| Foto |                 | Name                                                     | Standort                     | Beschreibung                             |
| ---- | --------------- | -------------------------------------------------------- | ---------------------------- | ---------------------------------------- |
| BW   | Datei hochladen | Fichte bei der Achmühle ID: 061_G01                      | 46° 45′ 46″ N, 12° 2′ 48″ O  | Botanisches Naturdenkmal: Fichte         |
| BW   | Datei hochladen | drei Fichten und eine Lärche im Marer Leachl ID: 061_G02 | 46° 46′ 1″ N, 12° 1′ 39″ O   | Botanisches Naturdenkmal: Fichte, Lärche |
| BW   | Datei hochladen | Naglerau ID: 061_G03                                     | 46° 46′ 3″ N, 12° 1′ 44″ O   | Botanisches Naturdenkmal: Auwald         |
| BW   | Datei hochladen | Rueper Seebl ID: 061_G04                                 | 46° 45′ 3″ N, 11° 58′ 30″ O  | Hydrologisches Naturdenkmal: See         |
| BW   | Datei hochladen | Endmoränen des Schlernstadiums ID: 061_P01               | 46° 43′ 23″ N, 12° 1′ 14″ O  | Geologisches Naturdenkmal: Moräne        |
| BW   | Datei hochladen | Endmoränen des Schlern Stadiums ID: 061_P02              | 46° 43′ 39″ N, 12° 0′ 18″ O  | Geologisches Naturdenkmal: Moräne        |
| BW   | Datei hochladen | Endmoränen des Gschnitz Stadiums ID: 061_P03             | 46° 43′ 1″ N, 12° 1′ 5″ O    | Geologisches Naturdenkmal: Moräne        |
| BW   | Datei hochladen | Endmoränen des Gschnitz Stadiums ID: 061_P04             | 46° 43′ 4″ N, 12° 1′ 24″ O   | Geologisches Naturdenkmal: Moräne        |
| BW   | Datei hochladen | Mineralquellen von Bad Bergfall ID: 061_P05              | 46° 43′ 32″ N, 11° 59′ 50″ O | Hydrologisches Naturdenkmal: Quelle      |

| Foto: | Fotografie des Naturdenkmals. Klicken des Fotos erzeugt eine vergrößerte Ansicht. Daneben finden sich zwei Symbole: |
| ID    | Identifikator bei der Abteilung Natur, Landschaft und Raumentwicklung der Südtiroler Landesverwaltung               |